# La Malédiction du rubis
La Malédiction du rubis (titre original : The Ruby in the Smoke) est le premier tome de la série Sally Lockhart écrite par Philip Pullman. Il a été publié en 1985. L'action se déroule dans les bas-fonds de Londres durant l'époque Victorienne.

## Résumé
Dans le premier opus, l'auteur pose son décor. L'action se déroule dans les sombres ruelles du Londres durant l'automne de 1872. La jeune et impétueuse Sally Lockhart est orpheline de mère depuis sa plus tendre enfance. Son père, le capitaine Lockhart l'a élevée seul et lui a enseigné notamment à se servir d'une arme à feu et à tenir des comptes, talents qui lui seront bien utiles dans ses aventures.
Le roman commence au moment où Sally apprend le décès prématuré de son père. Ce dernier était en mission pour sa société Lockhart & Selby lorsque son bateau – le schooner Lavinia – a sombré en mer de Chine. Elle reçoit alors un message lui indiquant l'existence de secrets concernant sa naissance et un rubis.
Elle fait la connaissance de personnes qui l'aideront dans sa recherche de la vérité. Elle rencontre tout d'abord Jim Taylor, un jeune homme espiègle et aventurier travaillant au bureau de la société de son père. Alors qu'elle tente d'échapper à la terrible Mme Holland, elle croise le chemin du photographe Frederick Garland. Ils se prennent d'amitié l'un pour l'autre et il lui propose de venir habiter chez lui et sa sœur Rosa (comédienne et photographe), en échange de la tenue des comptes de leur société de photographie.

## Contexte historique
Plusieurs événements historiques réels se révèlent d'une grande importance dans ce récit.

### La rébellion indienne et le siège de Lucknow
La rébellion indienne de 1857 est évoquée à de nombreuses reprises. C'est durant ce soulèvement populaire que se déroule le siège de Lucknow. Assiégée puis prise par les rebelles, cette ville ne fut reprise par les Britanniques qu'en mars 1858 après une résistance farouche.

### Le commerce de l'opium

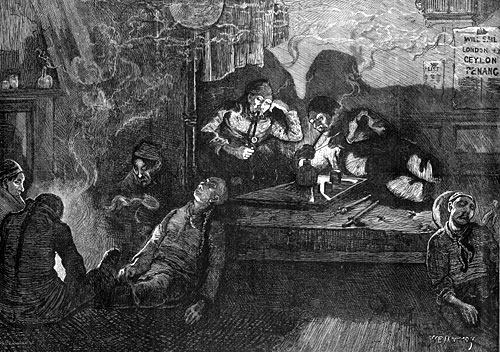
Fumerie d'opium à Londres, en 1874.

En toile de fond, le commerce de l'opium constitue un élément essentiel de l'intrigue. Au XIXe siècle, le trafic d'opium depuis l'Inde vers la Chine, pratiqué par les Britanniques, est à l'origine des guerres de l'opium (de 1839 à 1842, puis de 1856 à 1860). L'Angleterre a remporté ces conflits contre la Chine, ce qui lui permet d'imposer la légalisation de ce commerce. Frederick Garland résume l'histoire ainsi (p.136):

« Les Chinois ne voulaient pas que les marchands anglais en fassent entrer illégalement dans leur pays: ils ont essayé de l'interdire. Alors, nous avons fait la guerre pour les obliger à accepter l'opium. Il est cultivé en Inde, sous le contrôle du gouvernement. »

Le roman met en scène une fumerie d'opium à Londres, tenue par une Chinoise, dans le quartier de Limehouse. Plusieurs personnages se révèlent être des consommateurs de cette drogue.

### La photographie stéréoscopique

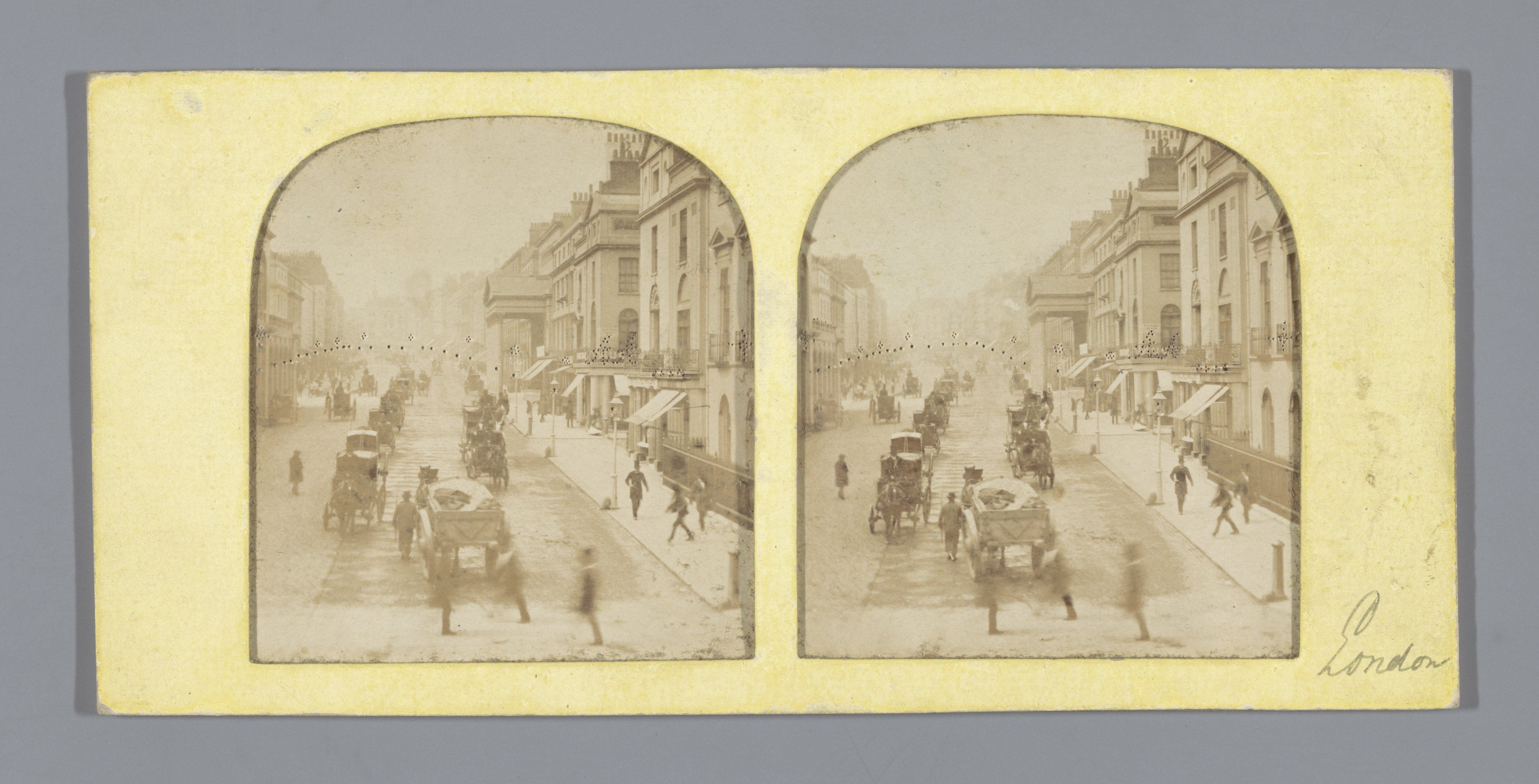
Vue stéréoscopique montrant une rue de Londres, vers 1860.

À travers le personnage de Frederick Garland, le récit met en scène une innovation technologique de l'époque: la stéréoscopie, une forme de photographie qui permet un visionnement en trois dimensions. Sally va convaincre Frederick et Rosa à produire des vues stéréoscopiques, appréciées du public. Ce type de photographies était effectivement en vogue, depuis l'invention du premier stéréoscope en 1838.

## Adaptations

### À la télévision
Ce livre a été adapté en téléfilm par la BBC en 2006, avec pour réalisateur Brian Percival, et l'actrice Billie Piper dans le rôle de Sally. Il a été suivi par un deuxième épisode, adaptation du livre Le Mystère de l'Étoile polaire, en 2007,. Les deux épisodes ont été édités en DVD sous le titre "Sally Lockhart Mysteries".

### Au théâtre
En 2016, une adaptation de La Malédiction du rubis pour le théâtre a été écrite et mise en scène par Madeleine Perham. La première représentation fut donnée dans une librairie d'Oxford, en présence de Philip Pullman. 